# Leptonetela kanellisi
Espèce
Synonymes
- Sulcia kanellisi Deeleman-Reinhold, 1971

Leptonetela kanellisi est une espèce d'araignées aranéomorphes de la famille des Leptonetidae.

## Distribution
Cette espèce est endémique de l'Attique en Grèce. Elle se rencontre dans la grotte Spilia Koutouki à Liopessi

## Publication originale
- Deeleman-Reinhold, 1971 : A new species of Sulcia Kratochvil (Araneida, Leptonetidae) from Greece, and a discussion of some Japanese cavernicolous Leptonetidae. Zoologische Mededelingen, Leiden, vol. 45, p. 289-301.